# Korīr
Korīr (persiska: كُدير, Kodīr, كرير) är en ort i Iran.   Den ligger i provinsen Mazandaran, i den norra delen av landet, 90 km norr om huvudstaden Teheran. Korīr ligger 1 632 meter över havet och antalet invånare är 137.
Terrängen runt Korīr är bergig norrut, men söderut är den kuperad. Runt Korīr är det ganska glesbefolkat, med 50 invånare per kvadratkilometer. Närmaste större samhälle är Kheẕr-e Tīreh, 13,7 km nordost om Korīr. Trakten runt Korīr består i huvudsak av gräsmarker.